# Ratolí marsupial fuliginós
El ratolí marsupial fuliginós (Sminthopsis fuliginosus) és una espècie de ratolí marsupial originària d'Austràlia Occidental. És un dels Sminthopsis menys coneguts i la Unió Internacional per a la Conservació de la Natura (UICN) considera que hi ha dades insuficients per avaluar-ne l'estat de conservació. Antigament es creia que era una subespècie del ratolí marsupial cuaprim (S. murina).